# Sun Wei
Sun Wei, född 12 augusti 1995 i Jiangsu, är en kinesisk gymnast.

## Karriär
Vid olympiska sommarspelen 2020 ingick han i det kinesiska laget som tog brons i lagtävlingen. Vid världsmästerskapen i artistisk gymnastik 2018 och 2022 tog han guld i lagtävlingen. Vid VM 2019 och 2023 tog han silver i lagtävlingen.